# Karol Urbanowicz
 (août 2022).
Karol Urbanowicz est un joueur polonais de volley-ball né le 24 février 2001 à Gdańsk (VP). Il joue central.
Sa sœur aînée de 5 ans, Katarzyna, est également joueuse de volley-ball. Elle joue central.
En 2022, lors du 20e anniversaire de la Ligue polonaise de volley-ball, il devient le Découverte de la PlusLiga saison 2021/2022.
À la mi-avril 2022, il a été nommé dans l'équipe nationale polonaise.

## Palmarès

### Clubs
Championnat de Pologne masculin des moins de 19 ans:
- 2017, 2018

Championnat de Pologne masculin des moins de 21 ans:
- 2019
- 2020

### Équipe nationale
Championnat d'Europe de l'Est EEVZA des moins de 17 ans:
- 2018
- 2017

Championnat d'Europe masculin des moins de 21 ans:
- 7ème place 2020

Championnat du Monde masculin des moins de 21 ans:
- 2021[1]

Championnat d'Europe masculin des moins de 22 ans:
- 2022

Ligue des Nations:
- 2022[2]

### Distinctions individuelles
- 2020: Meilleur central Championnat de Pologne masculin des moins de 21 ans
- 2021: Meilleur central Championnat du Monde masculin des moins de 21 ans
- 2022: Meilleur central Championnat d'Europe masculin des moins de 22 ans